# 9-та артилерійська бригада (РФ)
9-та гвардійська артилерійська Келецько-Берлінська орденів Кутузова, Богдана Хмельницького, Олександра Невського і Червоної Зірки бригада — з'єднання Сухопутних військ Збройних сил Російської Федерації (з 1992 року).
У роки німецько-радянської війни — військове з'єднання Робітничо-селянської Червоної армії. З 1946 року артилерійське формування Радянської армії.
Умовне найменування — Військова частина № 02561 (в/ч 02561). Скорочена найменування — 9-та абр.
Формування входить до складу 6-ї загальновійськової армії Західного військового округу. Пункт постійної дислокації — місто Луга Ленінградської області.

## Історія
Веде свою історію від сформованої 1 жовтня 1944 року на Сандомирському плацдармі в Польщі 200-ї легкої артилерійської бригади.
4 квітня 1945 року 200-та лабр була удостоєна гвардійського звання й перетворена на 71-шу гвардійську легку артилерійську бригаду в складі 4-ї гвардійської танкової армії 1-го Українського фронту.
13 листопада 1946 року бригада реорганізувалася й була скадрована у полк у складі 4-ї гвардійської окремої кадрової танкової дивізії та перейменована на 71-й гвардійський кадровий легко-артилерійський полк. Частини бригади були скадровани в дивізіони.
У січні 1949 року полк знову розгорнуто в бригаду.
Бригада стала іменуватися: 71-ша гвардійська Келецько-Берлінська орденів Кутузова, Богдана Хмельницького, Олександра Невського і Червоної Зірки артилерійська бригада.
У травні 1957 року було переформовано в гарматну артилерійську бригаду.
Бригада протягом 24 — 25 квітня 1961 року була переформована в полк, що став іменуватися: 113-й гвардійський армійський гарматний артилерійський полк.
З 1 грудня 1981 року полк переформовано на 387-му гвардійську артилерійську Єлецько-Берлінську орденів Кутузова, Богдана Хмельницького, Олександра Невського і Червоної Зірки бригаду.
З 28 квітня по 5 червня 1992 року бригада в повному складі виведена з Західної групи військ в ордена Леніна Ленінградський військовий округ для подальшого переформування.
З 15 червня по 10 липня 1992 року бригада спільно з 289-ї артилерійською бригадою великої потужності переформована в 9-ту артилерійську бригаду і стала іменуватися 9-та гвардійська артилерійська Келецько-Берлінська орденів Михайла Кутузова, Богдана Хмельницького, Олександра Невського і Червоної Зірки бригада.
Через значне скорочення чисельності військ Ленінградського військового округу бригада з 1 травня 1998 року виведена зі складу 30-го гвардійського армійського корпусу, передана в підпорядкування командувача військами округу з найменуванням «Кадр 9-ї гвардійської артилерійської бригади» із загальною чисельністю військовослужбовців 180 осіб.
Бригада з 1 грудня 2000 знову розгорнута з загальною чисельністю військовослужбовців 1547 осіб.
Надалі встановлено загальну чисельність військовослужбовців бригади 732 осіб. Має на озброєнні 152-мм САУ 2С19 «Мста-С» та інші артилерійські системи.
Бригада бере участь у повномасштабному вторгненні Росії в Україну..

## Склад

### 71-ша гвардійська легка артилерійська бригада
Управління бригади, частини і підрозділи забезпечення і обслуговування
- 428-й гвардійський легкий артилерійський Празький орденів Кутузова, Богдана Хмельницького і Олександра Невського полк;
- 429-й гвардійський легкий артилерійський орденів Богдана Хмельницького, Олександра Невського і Червоної Зірки полк;
- 430-й гвардійський гарматний артилерійський орденів Кутузова, Богдана Хмельницького і Олександра Невського полк.

### 387-ма гвардійська артилерійська бригада
- З травня 1957 р.: штат № 8/744 (управління, батарея управління, взвод хім. захисту, оркестр, бригадна школа, РАД, 1-й дивізіон — 122-мм гармат, 2-й дивізіон — 152 мм гармат-гаубиць, 3-й дивізіон — 130-мм гармат і підрозділи обслуговування)
- З квітня 1961 року: Штат № 8/110 /[8] управління, підрозділи бойового забезпечення, розвідувальний артилерійський дивізіон, 2 артилерійських дивізіону 130-мм гармат, артилерійський дивізіон 152-мм гармат-гаубиць, автотранспортна рота і підрозділи бойового обслуговування.
- З лютого 1962 року: штат 8/161[9], управління, розвідувальний артилерійський дивізіон (до 1963 року), два артилерійські дивізіони 130 мм гармат, арт. дивізіону 152-мм гармат — гаубиць, автотранспортна рота і підрозділи бойового обслуговування
- З 1 грудня 1974 року: штат № 8/400 має управління полку, розвідувальний артилерійський дивізіон, два артилерійські дивізіони 130 мм гармат, один артилерійський дивізіон 152 мм гармат-гаубиць, батарея управління, ремонтна рота, полковий медичний пункт, клуб і господарський взвод.
- З 1 квітня 1986 року: штат 8 / 497-51[10] : управління, два гарматних самохідно-артилерійських дивізіону, два важких гаубичних артилерійських дивізіону, розвідувальний артилерійський дивізіон, батарея управління, ремонтна рота, рота матеріального забезпечення, інженерно-саперний взвод, взвод хімічного захисту, медичний пункт, клуб, оркестр.

## Підпорядкування
- До 1957 року: в складі 4-ї гвардійської танкової армії 1-го Українського фронту.
- Після 1957 року: в складі 4-ї гвардійської механізованої і 20-ї гвардійської загальновійськової армій.
- З 1 листопада 1991 року в складі частин групового підпорядкування ГСВГ, 30-го гвардійського армійського корпусу ЛенВО.

## Командири
З початку формування і до кінця війни 71-ю бригадою командував полковник Іван Миколайович Козубенко.

## Втрати
Відомі втрати бригади: